# لیتل شف

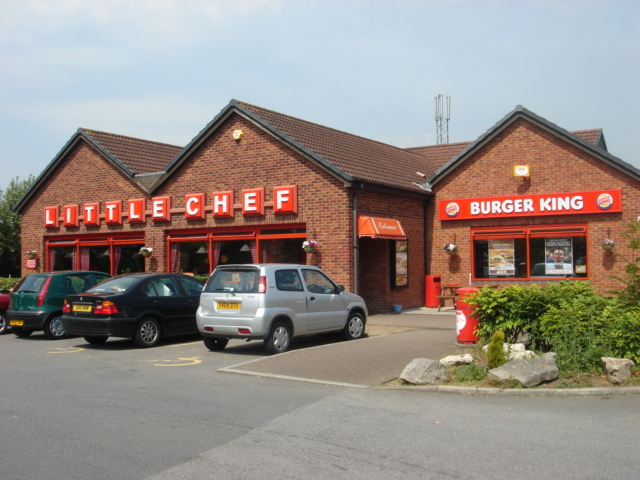
رستوران لیتل شف

لیتل شف (انگلیسی: Little Chef) شرکت خرده‌فروشی بریتانیایی است، که در سال ۱۹۵۸ تأسیس شد.